# Малін Сванстрем
Малін Сванстрем  (швед. Malin Svahnström, 10 червня 1980) — шведська плавчиня, олімпійська медалістка.

## Виступи на Олімпіадах
| Олімпіада   | Дисципліна                      | Місце |
| ----------- | ------------------------------- | ----- |
| Сідней 2000 | естафета 4 × 100 вільним стилем | 3     |
| Афіни 2004  | естафета 4 × 200 вільним стилем | 8     |

## Зовнішні посилання
- Досьє на sport.references.com [Архівовано 19 жовтня 2012 у Wayback Machine.]